# 平良幸市
平良幸市（1909年7月23日—1982年3月5日）是琉球政府時期和沖繩縣時期的政治家，後來當選第2任沖繩縣知事。
本姓習，屬習氏平良家，為琉球國那霸士族後裔，出生在沖繩縣中頭郡西原町。1928年畢業於沖繩師範學校（今琉球大學），後來擔任小學教師。1950年參加沖繩社會大眾黨，後歷任該黨的書記長和委員長。此後，當選琉球政府的立法院議員。1953年，當選議長。沖繩被「返還」給日本之後，擔任沖繩縣議會議員。1976年，當選沖繩縣知事。
在知事任內，繼承前任屋良朝苗的政策。1978年，為了交通制度改正預算談判之事前往東京，途中發生腦血栓病倒，被迫提前辭職。1982年病逝。
| 官衔            | 官衔                             | 官衔            |
| --------------- | -------------------------------- | --------------- |
| 前任： 屋良朝苗 | 沖繩縣知事 1976年6月－1978年11月 | 繼任： 西銘順治 |